# Алан Морґан (яхтсмен)
Алан Морґан (англ. Alan Morgan, 30 березня 1909 — 22 червня 1984) — американський яхтсмен.
Олімпійський чемпіон 1932 року в класі 8 метрів.